# Fagonia cretica
El manto de la virgen, rosa de la virgen (Fagonia cretica L.) es una especie de planta de la familia Zygophyllaceae. Especie descrita ya en el año 1620 por Caspar Bauhin, botánico y médico suizo, como Trifolium spinosum Creticum (en nomenclatura no binomial).

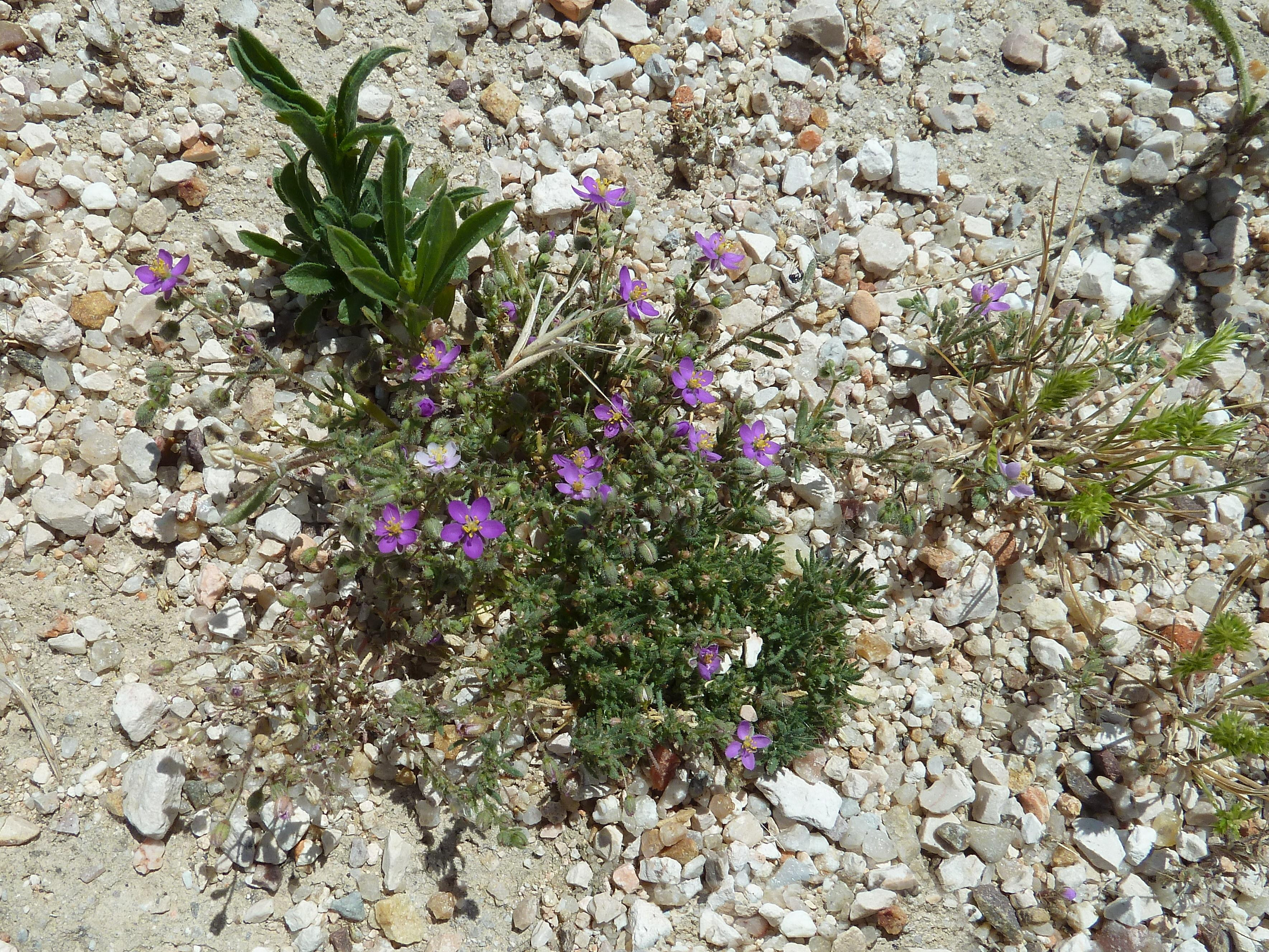
Vista general (con una flor casi blanca) - Madrid Capital - FF.CC. Embajadores/Abroñigal

## Descripción

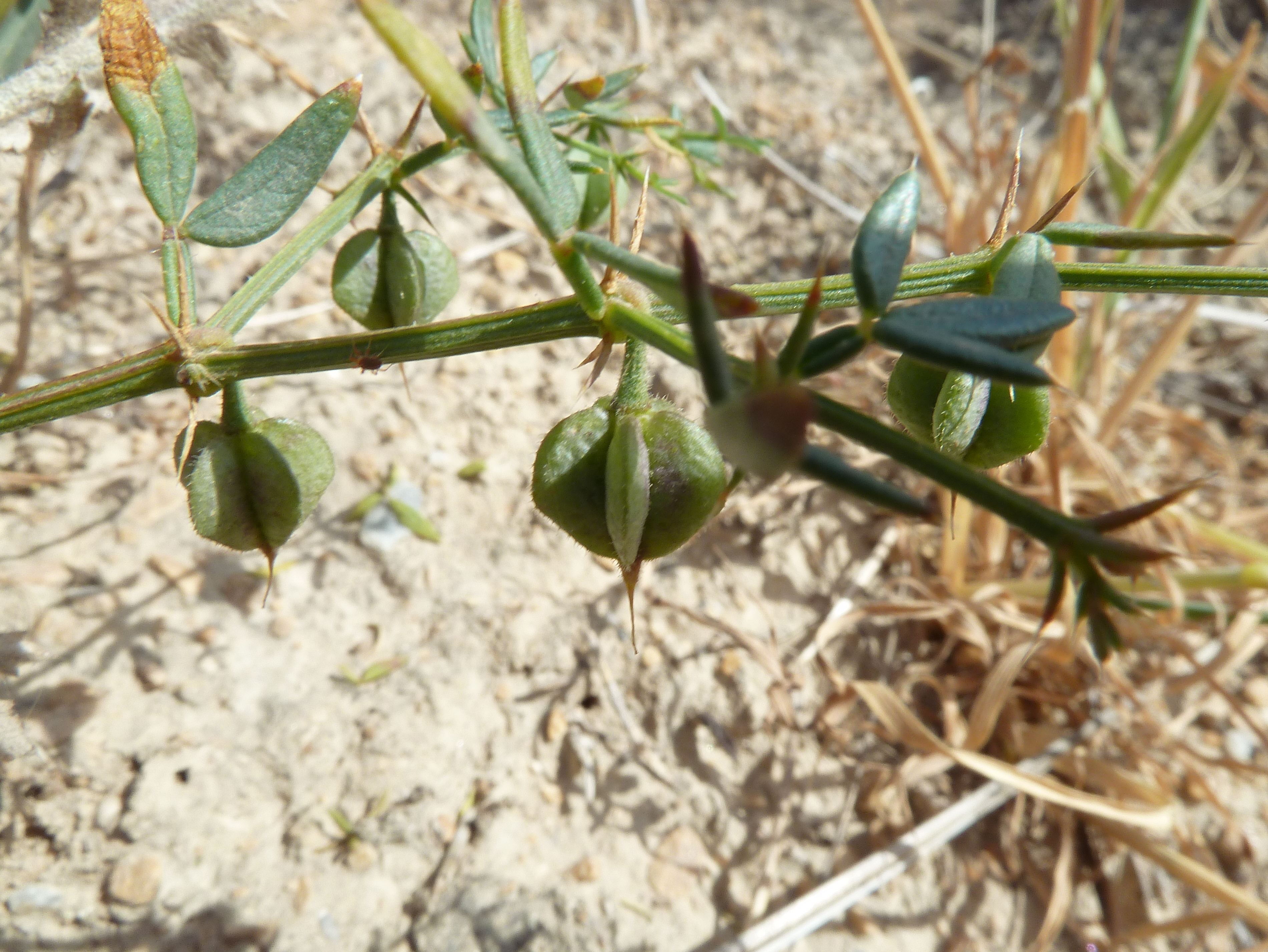
Frutos, aún sin madurar; espinas axilares bien visibles - Albatera (Alicante, España)

Planta inconfundible a primera vista. Se trata de una planta rastrera o trepadora, espinosa, de hojas trifoliadas y de flores de tamaño bicentimétrico, de un atractivo color violeta más o menos intenso hasta prácticamente blanco. Tienen cinco pétalos bien separados entre sí y truncados en la base, con 5 sépalos hirsutos caducos. Los frutos, deflexo-péndulos, también son muy característicos, con 5 lóculos que contienen las semillas y un apéndice espinoso alargado (restos del estilo) en el ápice.

## Distribución y hábitat
El manto de la virgen se extiende en la región mediterránea meridional hasta el Sahara al Sur; en la península ibérica, desde Castellón de la Plana hasta Cadíz y Portugal, y es más escasa en el Centro peninsular. Es nativa en las islas Canarias, y se encuentra también en las islas Baleares, especialmente en Cabrera, Formentera, Ibiza y Mallorca. También es nativa en países ribereños del Mediterráneo (Egipto, Grecia, Italia) y en otra islas del Mediterráneo, como Creta - que es su locus typicus, Sicilia, Malta y  Chipre.

## Taxonomía
Fagonia cretica fue descrita por Carlos Linneo y publicado en Species Plantarum 3: 386. 1753.
Etimología
Fagonia: nombre genérico que fue nombrado en honor de Guy-Crescent Fagon, botánico y primer médico de Luis XIV (1638-1718).
cretica: epíteto geográfico que alude a su localización en Creta.
Sinonimia
- Fagonia deflexa Moench
- Fagonia elongata Salisb.
- Fagonia erecta Mill.
- Fagonia forskalii Pfund
- Fagonia hispanica L.
- Fagonia virens Coss. ex T.Anderson
- Fagonia viscosa Hochst. ex Boiss.[5]

## Nombre vernáculo
- Castellano: abrojo de Creta, manta quijalera, manto de la Verge María, manto de la Virgen, risa de la Virgen, rosa de la Virgen, rosa de Navidad, rosal de la Virgen, rosales.[6]